# Зграда трговца Стаменковића
Зграда трговца Стаменковића се налази у Београду, у Улици краља Петра 41 и има статус споменика културе. Зграда трговца Стаменковића подигнута је 1907. године према пројекту архитеката Андре Стевановића и Николе Несторовића. На згради је остварен спој академске концепције и сецесијске декорације, тако да се убраја у групу стамбених објеката грађених до Првог светског рата у Београду.

## Историја
Улица краља Петра била је средином 19. века главна трговачка улица у Београду, тако да је за све београдске трговце била ствар престижа да управо у овој градској улици имају свој дућан, односно пословни простор. На месту на коме је изграђена ова зграда претходно се деценијама налазио дућан и породична кућа Стаменковића. Стаменко Јовановић био је трговац кожом који је у Београд дошао средином 19. века и имао је радњу на том месту. Кућа и радња Стаменка Јовановића срушени су у бомбардовању Београда 1862. године. Неколико месеци касније, Стаменко Јовановић умире, а наслеђује га син Димитрије Стаменковић, који ће с мајком Анастасијом живети у скромној кући изграђеној на месту породичне куће срушене у бомбардовању. Стаменковић ће по преузимању породичне фирме знатно унапредити трговину и временом постати један од најбогатијих Срба свог времена, али ће и даље живети у скромној породичној кући, све до мајчине смрти 1894. године. Крајем 1880-их, Димитрије Стаменковић трговину препушта брату Светозару. И Димитрије и Светозар Стаменковић умиру 1899, у размаку од месец дана. Како Димитрије Стаменковић није имао деце, фирму Браћа Стаменковић, али и породичну кућу у Улици краља Петра, тада наслеђују Светозарови синови Ђорђе и Димитрије. Они убрзо одлучују да на месту старе породичне куће подигну велелепну зграду, при чему су у приземљу предвидели локале, а на спратовима простор за становање, што је и данас актуелна подела.

## Архитектура
Зграда трговца Стаменковића спада у групу стамбених објеката, који су изграђени у Београду пре Првог светског рата, на којима је остварен спој академске концепције и сецесијске декорације. Тада је у Београду био популаран стил бечке и минхенске сецесије – систем нове декорације засноване претежно на мотиву флоралног порекла. Тако су главе и венци урађени од штука и теракоте, преплети и геометризовани орнаменти, нашли своје место на фасадама. Овај стил је био посебно близак управо трговцима, банкарима и предузетницима, као и архитектама који су се заситили академизма, те у мањој или већој мери осваја београдске фасаде и даје подрстрек модернизацији њехове архитектуре.
У исто време појавио се код нас и нови грађевински материјал, армирани бетон, којим су архитекте Никола Несторовић и Андра Стевановић експериментисали и пре куће са зеленим плочицама.

## Галерија
- Фасада зграде
- Зграда трговца Стаменковића, поглед из Узун Миркове
- Поглед из подножја зграде, из улице Краља Петра
- Прочеље зграде у улици Краља Петра